# Danckwardt-Lillieström
Danckwardt-Lillieström är en adelssläkt med samma ursprung som den adliga ätten Danckwardt (711) och delvis som släkten Lillieström. Danckwardt-Lillieström introducerades i Sveriges Riddarhus år 1652 som friherrlig ätt nummer 408.